# 田猎蝽属
田猎蝽属（学名：Agriosphodrus）是猎蝽科下的一个属。

## 下属物种
本属包括以下物种：
- 多氏田猎蝽 Agriosphodrus dohrni (Signoret, 1862)